# Pyrenophora seminiperda
Pyrenophora seminiperda är en svampart som först beskrevs av Brittleb. & D.B. Adam, och fick sitt nu gällande namn av Shoemaker 1966. Pyrenophora seminiperda ingår i släktet Pyrenophora och familjen Pleosporaceae.   Inga underarter finns listade i Catalogue of Life.